# Pietisten

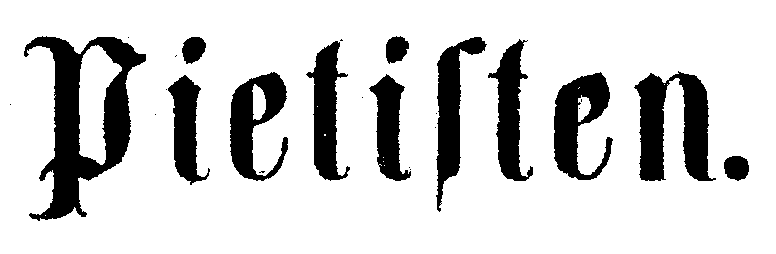
Titel från återutgivningen av de första femton årgångarna.

Pietisten var en svensk kristen månadstidskrift "för religiös väckelse och uppbyggelse", grundad i januari 1842 av den till Sverige invandrade skotske metodistpastorn George Scott och redigerad av Carl Olof Rosenius fram till dennes död 1868, varefter redaktionen övertogs av Paul Peter Waldenström. De sista åren ingick i redaktionen Janne Nyrén (1914–1915), Johan Peter Norberg (från 1916), Theodor Andersson (från 1917) och Jakob Emanuel Lundahl (1918). Tidskriften utgavs i cirka 10 000 ex. åren 1853-65. Ordet pietist kommer av det latinska ordet pietas med betydelsen fromhet, gudaktighet.
Under Rosenius redaktörstid skrevs tidningen i princip av honom, och var hans huvudsakliga litterära kanal. Härigenom fick den ett stort inflytande. Hans artiklar har senare getts ut som betraktelser och skrifter med en sammanlagd upplaga på två miljoner och ytterligare en miljon på andra språk, trots att de inte är särskilt läsvänliga.
Rosenius och Waldenström medverkade till grundandet av Evangeliska Fosterlandsstiftelsen (EFS, 1856) respektive Svenska Missionsförbundet (SMF, 1878), där den förstnämnda är en väckelserörelse inom Svenska kyrkan medan den senare är en frikyrka. Denna motsättning ledde bland annat till att EFS, som en reaktion på grundandet av SMF, återutgav de femton första årgångarna under titeln Pietisten. Nytt och gammalt från nådens rike, som Rosenius hade redigerat, medan Pietisten under Waldenström 1909 blev officiellt organ för SMF och 1919 slogs ihop med tidningen Missionsförbundet.